# Operacja Riedla
Operacja Riedla – zabieg chirurgiczny stosowany w laryngologii w leczeniu zapalenia zatok czołowych. Po nacięciu skóry od kącika ocznego do łuku brwiowego usuwa się przednią i dolną ścianę zatoki. Następnie usuwa się błonę śluzową objętą procesem zapalnym. Dzięki szerokiemu dostępowi można dokładnie oczyścić całą zatokę. Efekt kosmetyczny nie jest jednak zadowalający, ponieważ dochodzi do zniekształcenia konturu czoła z powodu zapadnięcia się przedniej ściany zatoki. Po zabiegu zaleca się korekcję zniekształcenia za pomocą implantów syntetycznych.
Metodę wprowadził do medycyny Bernhard Riedel. Uważa się, że ma obecnie znaczenie historyczne.